# San Mamede (Puentes de García Rodríguez)
San Mamede (en gallego y oficialmente, San Mamede de Somede) es una parroquia española del municipio de Puentes de García Rodríguez, en la provincia de La Coruña, Galicia.

## Entidades de población
Entidades de población que forman parte de la parroquia:
- Aldea de Arriba (A Aldea de Arriba)
- Calvela (A Calvela)
- Cervicol
- Iglesia (A Igrexa)
- Porto (O Porto)
- Suahermida (Suaermida)
- Suarriba
- Vidás (Os Vidás)
- Vidueiral (O Bidueiral)
- Brandián
- Cabeceira (A Cabeceira)
- Preguntadoiro (O Preguntadoiro)
- O Chao

## Despoblados
- Aldea de Abajo (A Aldea de Abaixo)
- Cabalar
- Feros (Os Feros)
- Fragachá (A Fragachá)
- Lameira
- Maciñeira (A Maciñeira)
- Uceira (A Uceira)
- Baliña (A Valiña)

## Demografía
| Gráfica de evolución demográfica de San Mamede entre 2000 y 2019 |
|                                                                  |
| Datos según el nomenclátor publicado por el INE.                 |